# Lawinenverschüttetensuche

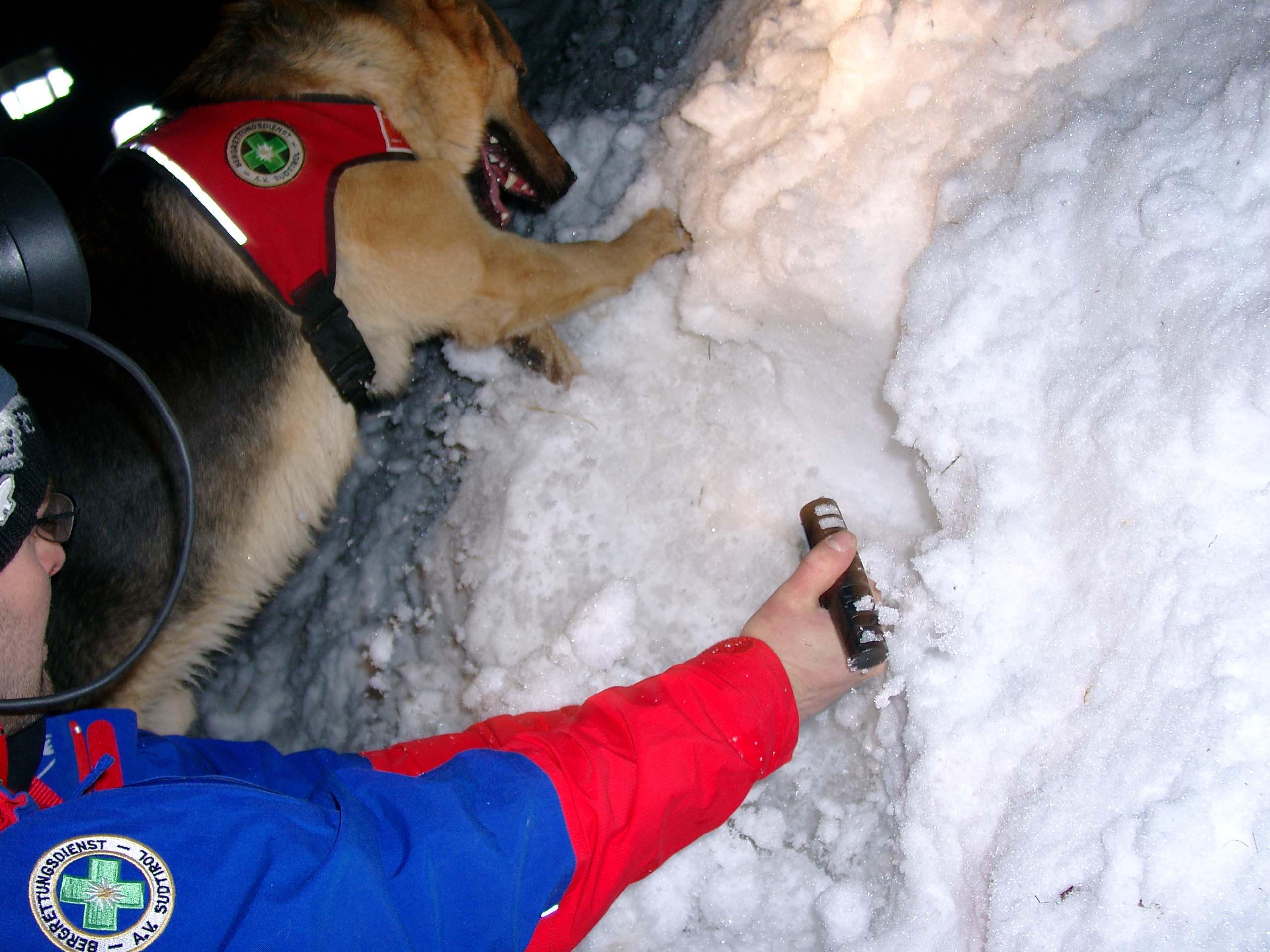
Lawinenhund bei der Arbeit

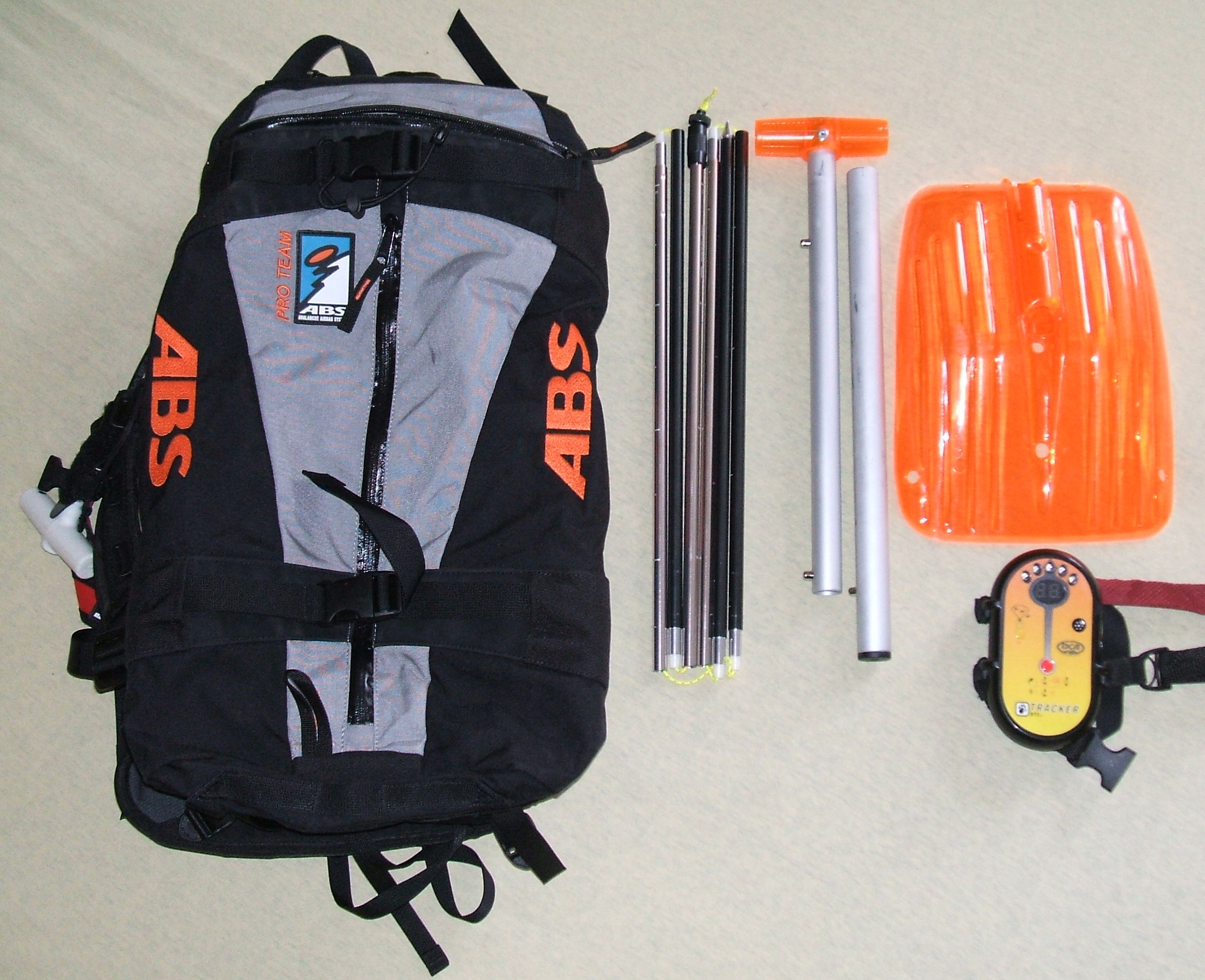
Lawinensicherheitsausrüstung: Airbag, Lawinensonde, Schaufel, LVS-Gerät

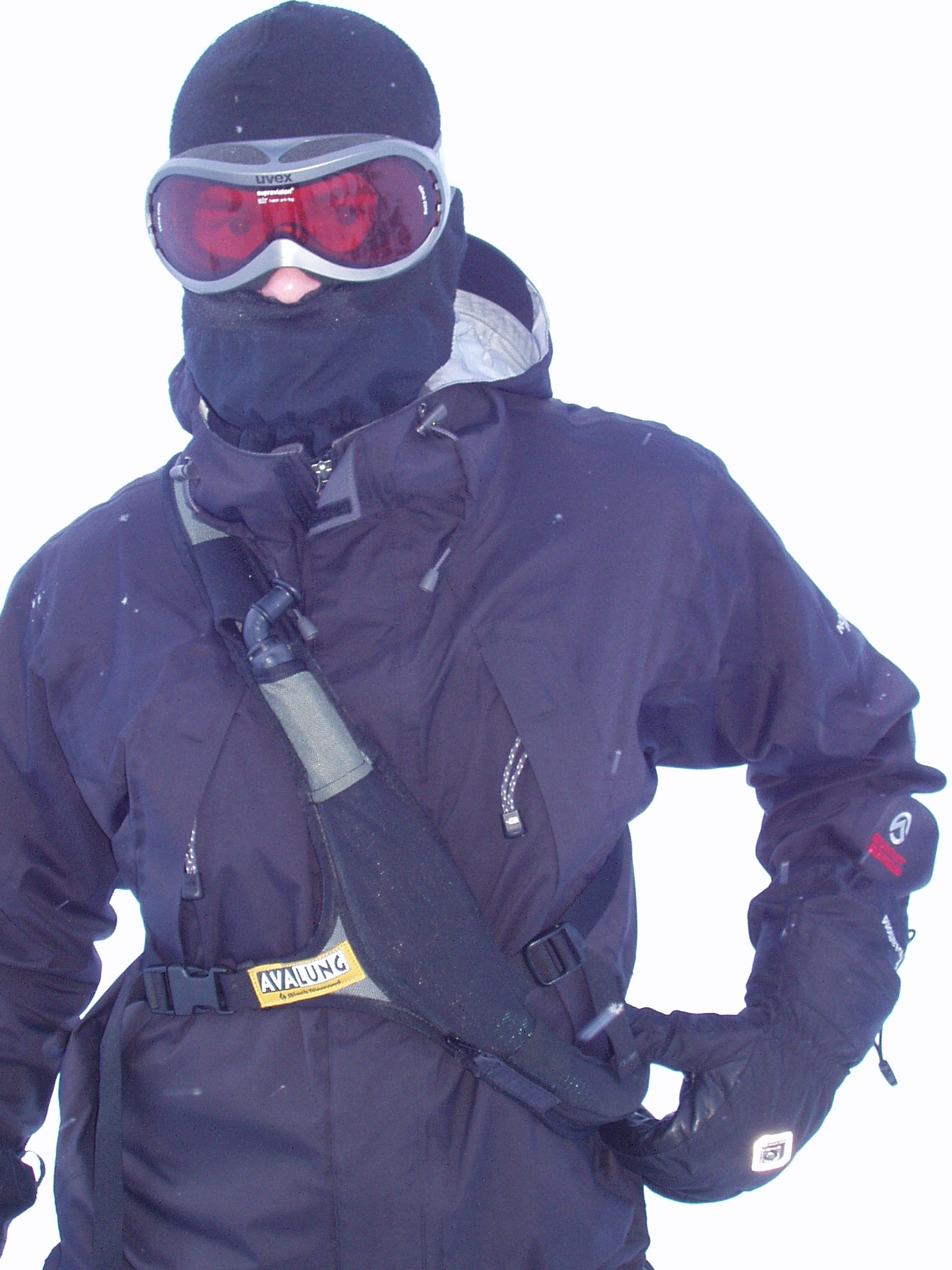
Lawinenschnorchel, Avalung

Als Lawinenverschüttetensuche oder Lawinenrettung bezeichnet man die Bestrebungen, von einer Lawine verschüttete Personen möglichst rasch zu lokalisieren und zu befreien.

## Grundlagen
Da sich Lawinenverschüttete häufig nicht selbst befreien können und das Todesrisiko mit der Dauer der Verschüttung rasch ansteigt, ist ein rasches Auffinden und Befreien der Verunglückten meist überlebensnotwendig. Wenn zumindest ein kleiner Teil sichtbar über die Schneeoberfläche ragt, ist das Auffinden meist kein großes Problem und die Bergungszeit verringert sich erheblich. In erster Linie ist die Lawinenverschüttetensuche also bedeutsam, wenn der Körper des Verunglückten völlig von Schnee bedeckt ist.
Die Methoden der Lawinenverschüttetensuche sind vielfältig und stark von den äußeren Umständen, der Ausrüstung des Verunfallten sowie derjenigen der Anwesenden, der Erreichbarkeit des Gebiets und der Verfügbarkeit weiterer Hilfsmittel abhängig. Häufig werden mehrere Methoden und Geräte miteinander kombiniert, oft kommen dabei in verschiedenen Phasen des Suchprozesses unterschiedliche Verfahren und Strategien zum Einsatz.
Als Optimalfall gilt eine rasche Kameradenrettung, also ein Aufspüren und Ausgraben des Verschütteten durch am Unfallort anwesende andere Personen, da die Zeit bis zum Eintreffen von professioneller Hilfe (Bergrettungsdienst) die Überlebenschance bereits drastisch verringert. Eine effiziente Kameradenrettung erfordert allerdings spezielle Ausrüstung sowohl auf Seiten des Verschütteten als auch der Suchenden sowie deren richtige Handhabung. In erster Linie ist hier das Lawinenverschüttetensuchgerät (LVS) zu nennen, das elektronische Impulse aussendet, die von den Suchenden mit einem ebensolchen Gerät empfangen werden können. Auf Skitouren gilt das Mitführen eines solchen Gerätes heute als Standard. Ergänzt wird das LVS durch eine Lawinensonde, eine lange Stange zum Aufspüren des Opfers, sowie durch eine Lawinenschaufel, die das rasche Ausgraben des Opfers ermöglicht. Darüber hinaus kann etwa das Tragen eines Lawinenballs, eines durch eine Schnur mit dem Verschütteten verbundenen Balls, der an der Oberfläche der Lawine bleiben soll, die Suchzeit verkürzen. Dieser Ball ist eine Weiterentwicklung der Lawinenschnur, eines der ersten Hilfsmittel zur Erleichterung der Kameradenrettung. Beim üblicherweise empfohlenen Vorgehen, der Suche mit LVS-Gerät und Sonde, wird dabei strukturiert in Phasen vorgegangen. Am Anfang steht dabei meist eine der einfachsten Suchmethoden, das Eingrenzen des Suchbereichs. Hierbei ist es hilfreich, die Verschüttung beobachtet zu haben, da man durch das Lokalisieren und Markieren des Erfassungs- und letzten Sichtungspunktes (Verschwindepunkt) einen ersten Anhaltspunkt für die Lage der erfassten Person erhält. Anschließend folgt die Suche mit dem LVS-Gerät, heute zumeist aufgeteilt in Signalsuche (systematisches Abschreiten des Kegels bis zum Empfang eines LVS-Signals oder einer Sichtung des Verschütteten), Grobsuche, Feinsuche im Nahbereich und zuletzt Punktortung, wobei zuletzt auch die Lawinensonde zum Einsatz kommt. Das genaue Vorgehen sowohl bei der Suche als auch beim anschließenden Ausgraben ist dabei unter anderem von der Bauart des LVS-Geräts sowie der Anzahl der Suchenden abhängig. Als besonders anspruchsvoll für die Retter gelten Mehrfachverschüttungen, wenn also mehrere Personen aufzuspüren sind.

## Professionelle Suche
Ist ein Verschütteter nicht mit LVS-Gerät (oder Lawinenball, Lawinenschnur) ausgerüstet, so ist man beim Auffinden auf professionelle Hilfe angewiesen. Lawinenhunde und die Suche mit Lawinensonden, bei der große Suchtrupps den gesamten Lawinenkegel systematisch sondieren, werden im Rahmen größerer organisierter Einsätze eingesetzt, können aber oft erst nach verhältnismäßig langer Zeit am Einsatzort eintreffen. Die Suche mit Hunden hat den Vorteil, nicht von der Ausrüstung des Verschütteten abhängig zu sein. Sie kann somit beispielsweise auch bei Katastrophenlawinen in bewohntem Gebiet eingesetzt werden, wo die Opfer weder LVS-Geräte noch RECCO-Reflektoren tragen. Dieser in die Wintersportbekleidung eingenähter passive Reflektor wirft Radarstrahlen zurück. Das RECCO-Ortungssystem steht nur professionellen Suchteams zur Verfügung und eignet sich daher nicht für die Rettung von Verschütteten. Grundsätzlich wird die professionelle Lawinenverschüttetensuche aufgrund des Zeitdrucks heute nach Möglichkeit mit Hilfe eines Helikopters durchgeführt, dennoch ist das Eintreffen am Unfallort häufig nicht rechtzeitig möglich, um Verschüttete noch lebend aus dem Schnee befreien zu können.

## Weitere Lawinenrettungsgeräte
Neben den hier beschriebenen Verfahren gibt es weitere Methoden, um die Überlebenschance bei Erfassung durch eine Lawine zu erhöhen. Dies erreichen sie aber nicht durch eine erleichterte Suche, sondern andere Wirkmechanismen. So kann der Lawinenairbag eine Verschüttung verhindern oder zumindest Grad und Tiefe der Verschüttung positiv beeinflussen sowie Verletzungen verhindern. Die Avalung soll die Atmung innerhalb der Lawine ermöglichen und so das Zeitfenster bis zu einer Lebendrettung vergrößern. Diese Geräte müssen jedoch im Falle einer Erfassung aktiv ausgelöst werden und können die Standardausrüstung zur Erleichterung der Verschüttetensuche (LVS, Sonde, Schaufel) nicht ersetzen.

## Beispiel einer Lawinenrettung

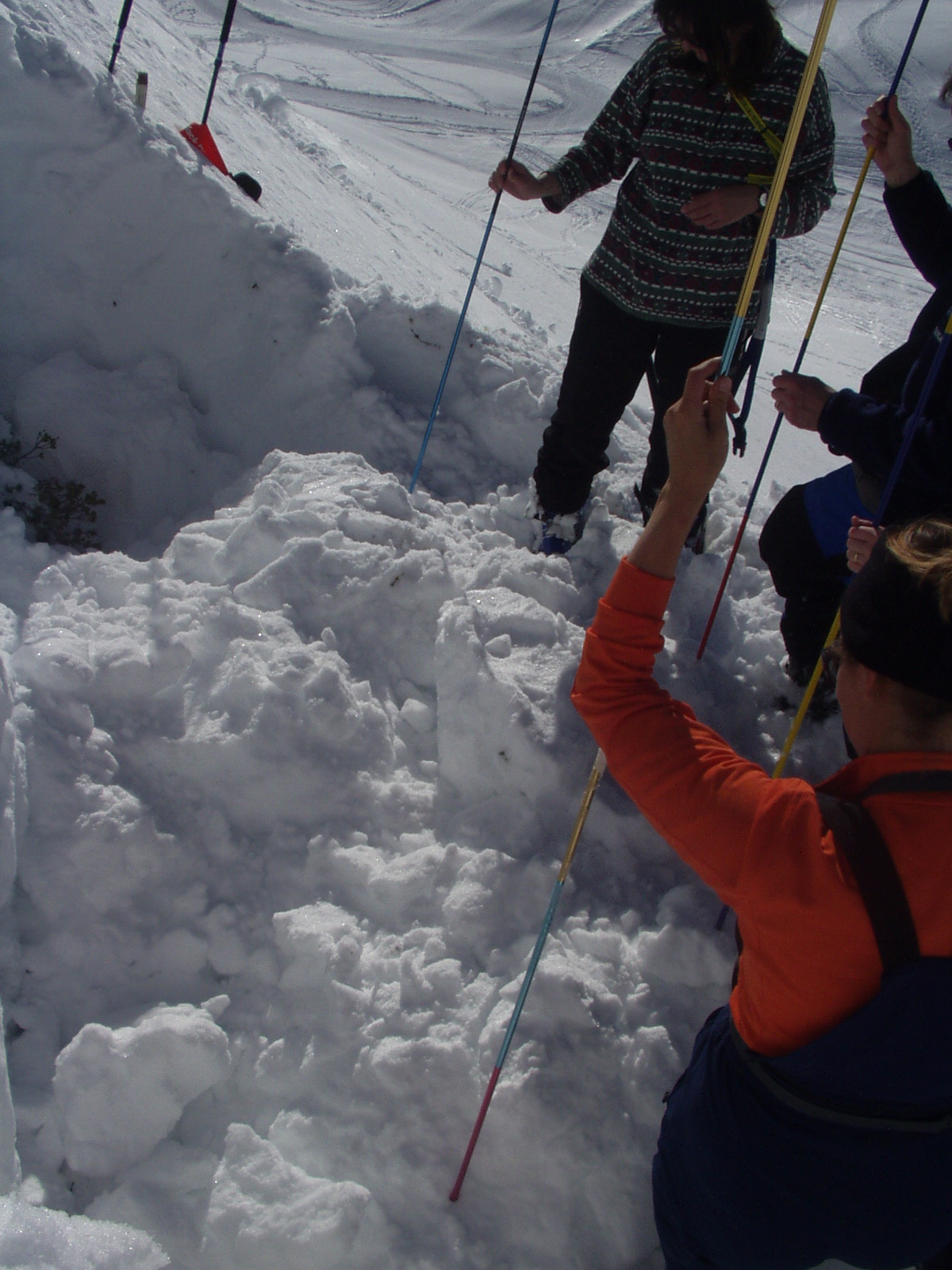
Suche der Verschütteten mit LVS-Gerät und Lawinensonde
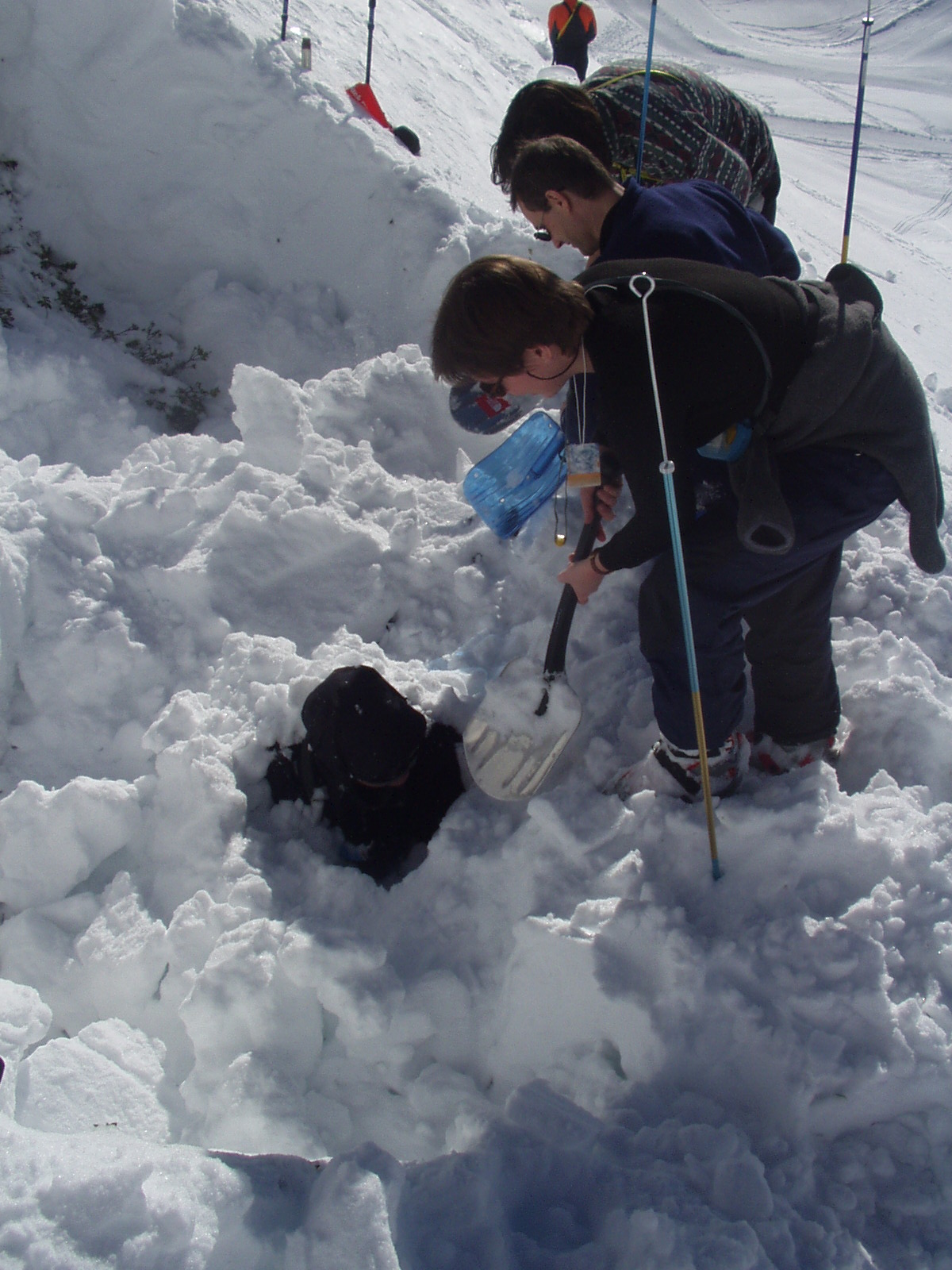
Grabung am ermittelten Aufenthaltsort
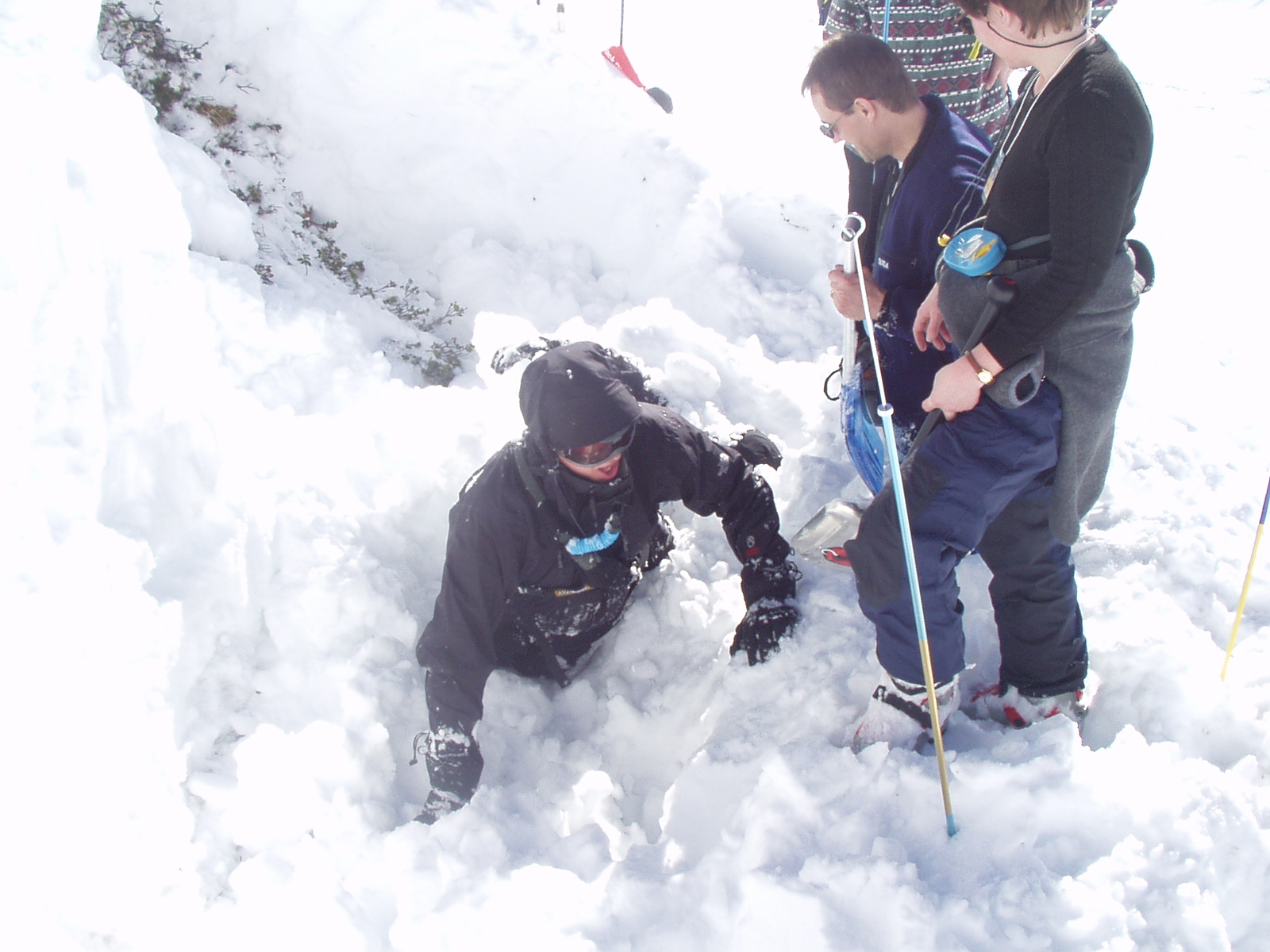
Vorsichtiges Ausgraben der Verschütteten
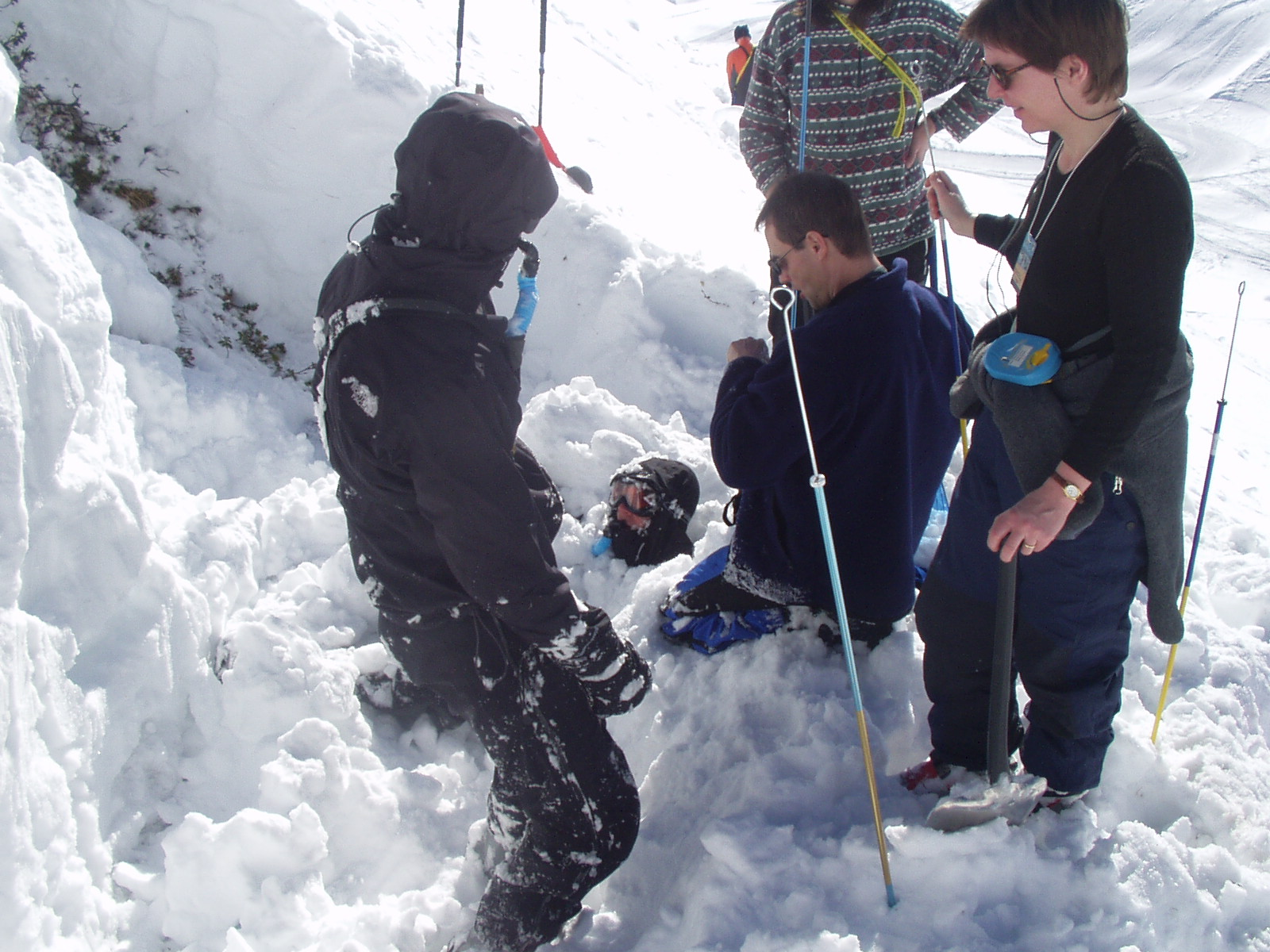
Die Verschütteten tragen Lawinenschnorchel (Avalung)
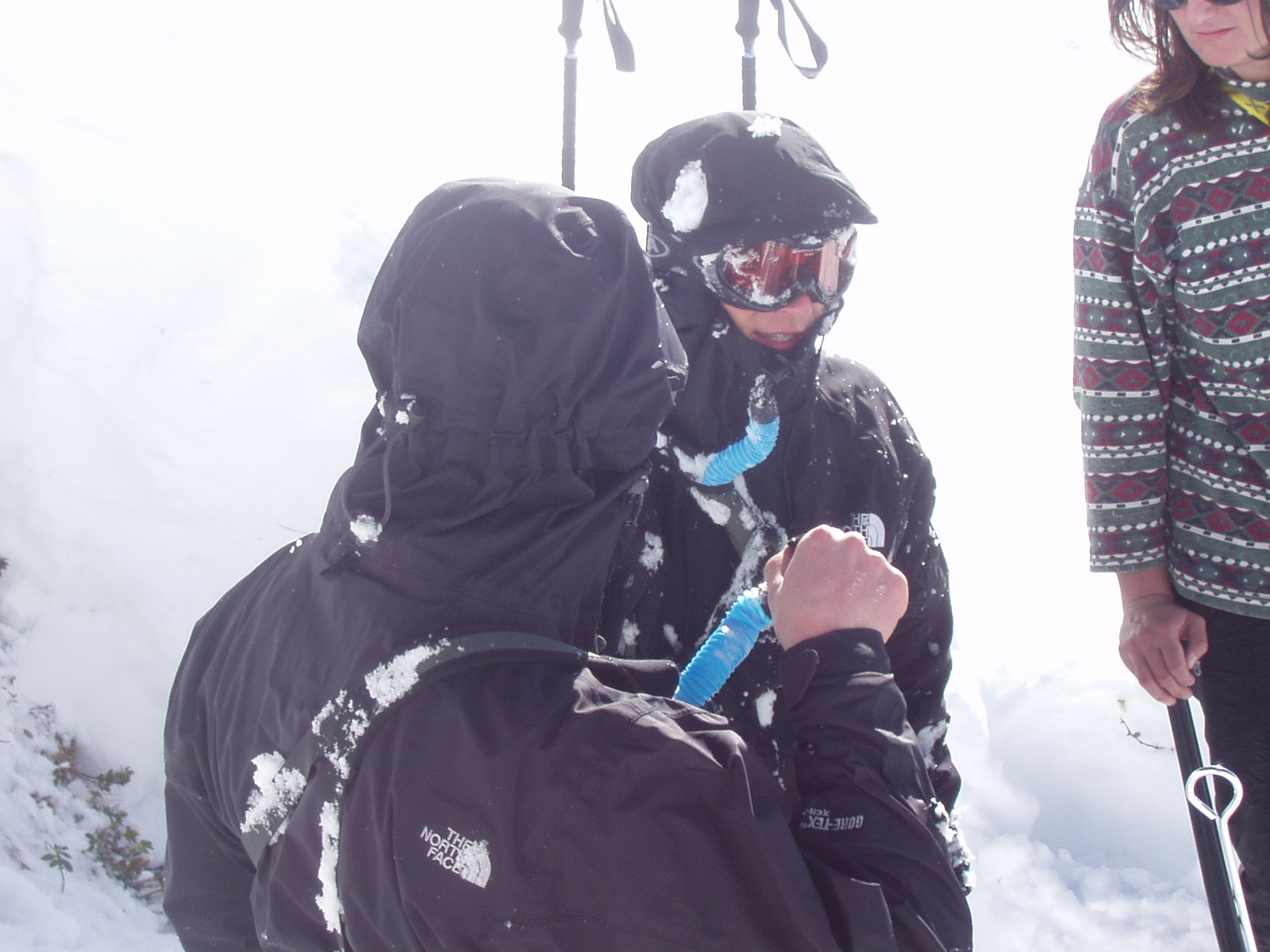
Beide unverletzt geborgen